# 482

## Úmrtí
- 8. ledna – Severin z Norika, křesťanský misionář, katolický světec (* 410)
- Agilulf, princ germánského kmene Kvádů a dalších svébských kmenů (* 420)

## Hlavy států
- Papež – Simplicius (468–483)
- Byzantská říše – Zenon (474–475, 476–491)
- Franská říše – Chlodvík I. (481–511)
- Itálie – Flavius Odoaker (476–493)
- Perská říše – Péróz I. (459–484)
- Ostrogóti – Theodorich Veliký (474–526)
- Vizigóti – Eurich (466–484)
- Vandalové – Hunerich (477–484)